# Паровая турбина

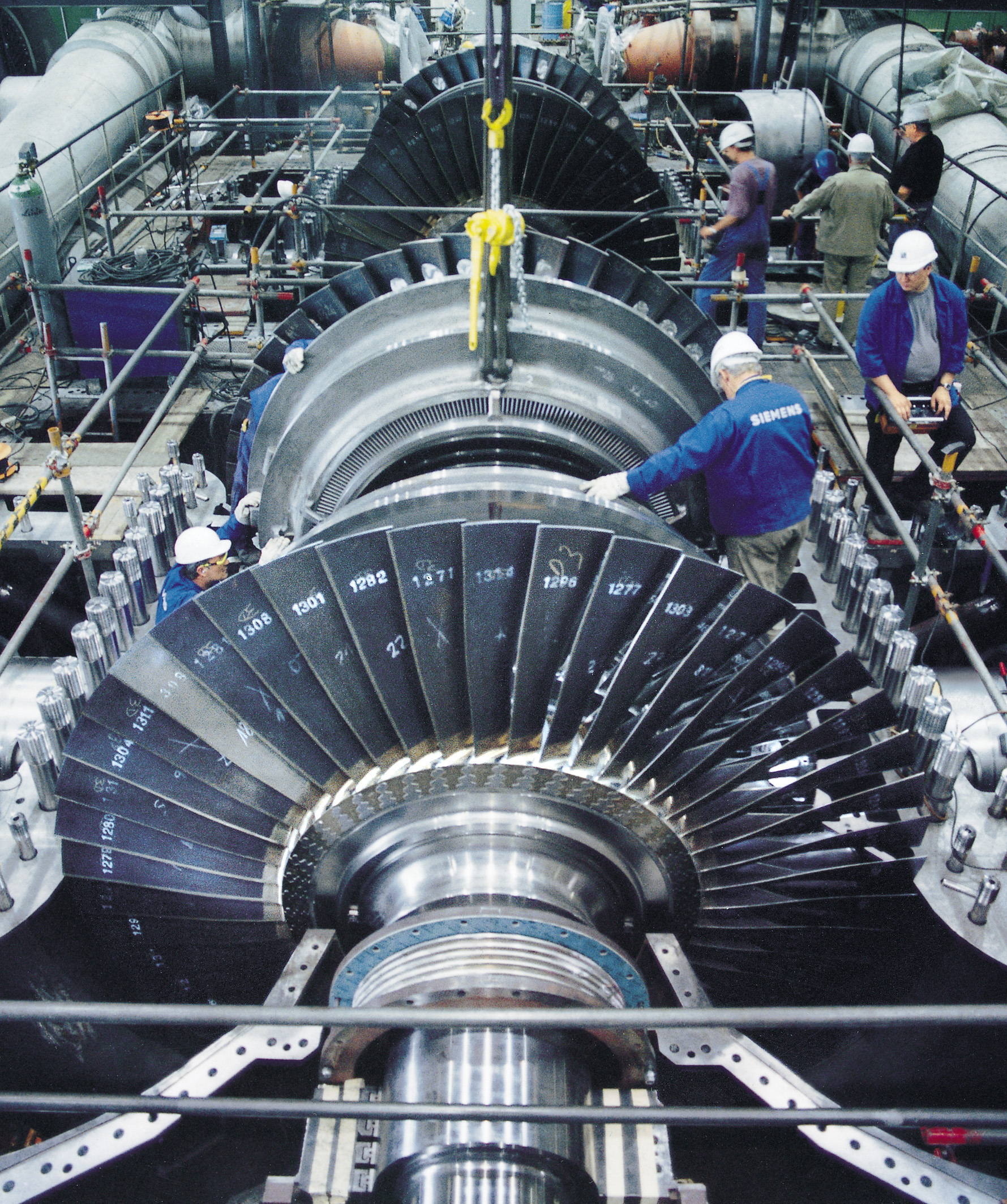
Монтаж ротора паровой турбины производства компании Siemens, Германия

Парова́я турби́на — турбина, в которой в качестве рабочего тела используется водяной пар, получаемый при нагреве воды в паровых котлах, парогенераторах и специальных котлах-утилизаторах.
Паровая турбина является одним из основных элементов паротурбинной установки (ПТУ) и парогазовой установки (ПГУ).
Паровая турбина со всем своим вспомогательным оборудованием и электрогенератор составляют турбоагрегат.

## История
В 1883 году шведский инженер Густаф де Лаваль создал паровую турбину, которая представляла собой легкое колесо с лопатками. В 1889 году Лаваль усовершенствовал свою конструкцию, применив сопло, которое расширялось на выходе, что увеличивало скорость пара и, соответственно, скорость вращения ротора (сопло Лаваля). Турбину Лаваля было целесообразно использовать для машин, имеющих высокую скорость (сепараторы, пилы, центробежные насосы).
В 1884 году английский изобретатель Чарлз Алджернон Парсонс запатентовал многоступенчатую реактивную турбину, в которой при меньшей скорости вращения энергия пара использовалась максимально благодаря тому, что пар, проходя через 15 ступеней, расширялся постепенно. В 1894 году турбина Парсонса была установлена на быстроходное судно «Турбиния». Вскоре паровые турбины начали массово использовать на быстроходных судах. В 1899 году появилась первая электростанция, на которой были установлены турбины Парсонса. Затем французский инженер Август Рато создал комплексную теорию турбомашин.

## Основные конструкции паровых турбин

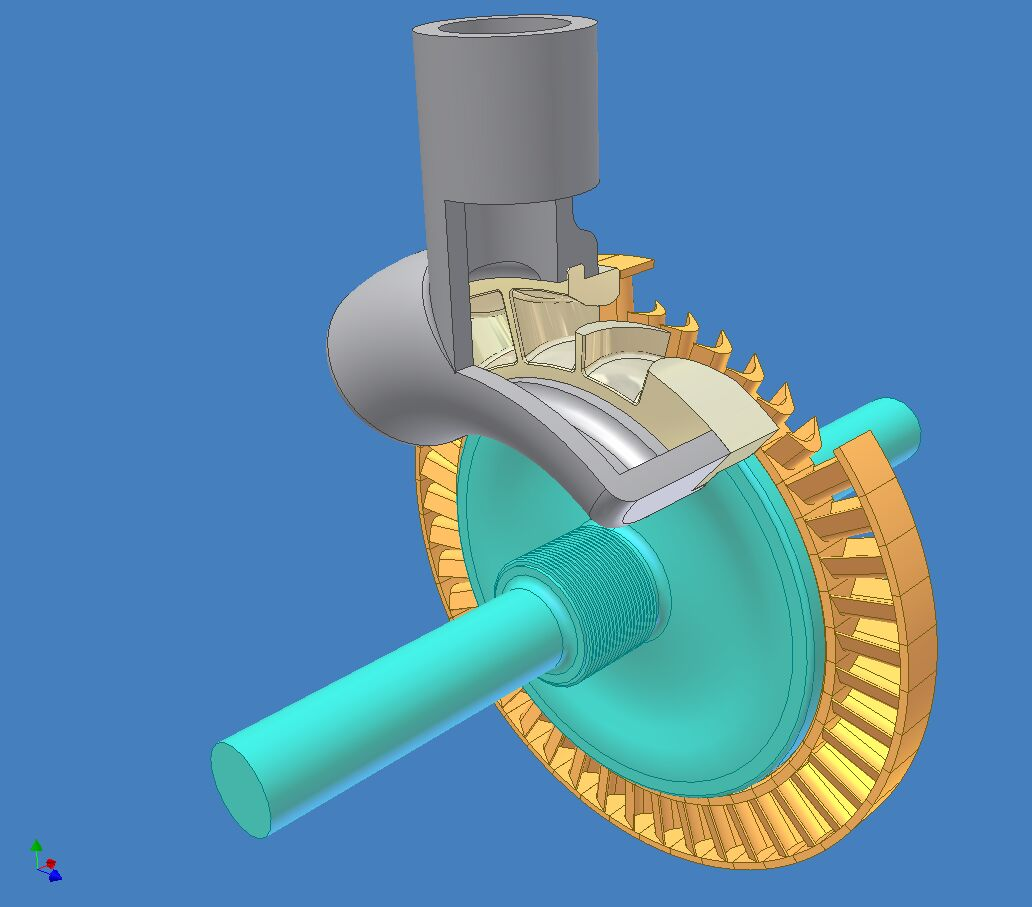
Модель одной ступени паровой турбины

Паровая турбина состоит из двух основных частей. Ротор с лопатками — подвижная часть турбины. Статор с соплами — неподвижная часть.
По направлению движения потока пара различают аксиальные паровые турбины, у которых поток пара движется вдоль оси турбины, и радиальные, направление потока пара в которых перпендикулярно, а рабочие лопатки расположены параллельно оси вращения.
По числу цилиндров турбины подразделяют на одноцилиндровые и двух—трёх-, четырёх-пятицилиндровые. Многоцилиндровая турбина позволяет использовать бо́льшие располагаемые тепловые перепады энтальпии, разместив большое число ступеней давления, применить высококачественные материалы в частях высокого давления и раздвоение потока пара в частях среднего и низкого давления. Такая турбина получается более дорогой, тяжёлой и сложной. Поэтому многокорпусные турбины используются в мощных паротурбинных установках.
По числу валов различают одновальные, двувальные, реже трёхвальные, связанных общностью теплового процесса или общей зубчатой передачей (редуктором). Расположение валов может быть как соосным, так и параллельным — с независимым расположением осей валов.
- Неподвижную часть — корпус (статор) — выполняют разъёмной в горизонтальной плоскости для возможности выемки или монтажа ротора. В корпусе имеются выточки для установки диафрагм, разъём которых совпадает с плоскостью разъёма корпуса турбины. По периферии диафрагм размещены сопловые каналы (решётки), образованные криволинейными лопатками, залитыми в тело диафрагм или приваренными к нему.

- В местах прохода вала сквозь стенки корпуса установлены концевые уплотнения для предупреждения утечек пара наружу (со стороны высокого давления) и засасывания воздуха в корпус (со стороны низкого). Уплотнения устанавливают в местах прохода ротора сквозь диафрагмы во избежание перетечек пара из ступени в ступень в обход сопел.

На переднем конце вала устанавливается предельный регулятор (регулятор безопасности), автоматически останавливающий турбину при увеличении частоты вращения
на 10—12 % сверх номинальной.

## Процесс расширения пара в паровой турбине

h, s-диаграмма расширения пара в одноступенчатой паровой турбине

P1 h1 s1 — давление, энтальпия и энтропия пара на входе в турбину;
P2 h2 s2 — давление, энтальпия и энтропия отработанного пара на выходе из турбины;
1 — расширение пара в турбине;
2 — насыщенный пар;
3 — вода в состоянии насыщения (кипения);
4 — изотерма начальной температуры;
5 — изотерма конечной температуры;
6 — изобара начального давления;
7 — изобара конечного давления;
8 — критическая точка
(в критической точке происходит превращение всего объёма воды в пар (исчезает различие между жидкой и газообразной фазами воды).);
9 — кривая постоянной влажности пара.

## Классификация паровых турбин
В зависимости от характера теплового процесса паровые турбины подразделяются на 3 основные группы:
- конденсационные — без регулируемых (с поддержанием давления) отборов пара;
- теплофикационные — с регулируемыми отборами;
- турбины специального назначения.

### Конденсационные паровые турбины

Схема работы паротурбинной установки с конденсационной турбиной

Конденсационные паровые турбины служат для превращения максимально возможной части теплоты пара в механическую работу. Они работают с выпуском (выхлопом) отработавшего
пара в конденсатор (отсюда возникло наименование), в котором поддерживается вакуум.
Конденсационные турбины бывают стационарными и транспортными.
Стационарные турбины изготавливаются на одном валу с генераторами переменного тока. Такие агрегаты называют турбогенераторами. Тепловые электростанции, на которых установлены конденсационные
турбины, называются конденсационными электрическими станциями (КЭС). Основной конечный продукт таких электростанций — электроэнергия. Лишь небольшая часть тепловой энергии
используется на собственные нужды электростанции и, иногда, для снабжения теплом близлежащего населённого пункта. Обычно это посёлок энергетиков.
Доказано, что чем больше мощность турбогенератора, тем он экономичнее, и тем ниже стоимость 1 кВт установленной мощности. Поэтому на конденсационных электростанциях устанавливаются турбогенераторы повышенной мощности.
Частота вращения ротора стационарного турбогенератора пропорциональна частоте электрического тока 50 Герц (синхронная машина). То есть на двухполюсных генераторах 3000 оборотов в минуту, на четырёхполюсных соответственно 1500 оборотов в минуту. Частота электрического тока является одним из главных показателей качества отпускаемой электрической энергии. Современные технологии позволяют поддерживать частоту сети с точностью до 0,2 % (ГОСТ 13109-97). Резкое падение электрической частоты влечёт за собой отключение от сети и аварийную остановку энергоблока,
в котором наблюдается подобный сбой.
В зависимости от назначения паровые турбины электростанций могут быть базовыми, несущими постоянную основную нагрузку; пиковыми, кратковременно работающими для покрытия пиков нагрузки; турбинами собственных нужд, обеспечивающими потребность электростанции в электроэнергии. От базовых требуется высокая экономичность на нагрузках, близких к полной (около 80 %), от пиковых — возможность быстрого пуска и включения в работу, от турбин собственных нужд — особая надёжность в работе. Паровые турбины для электростанций имеют парковый ресурс в 270 тыс. ч. с межремонтным периодом 4-5 лет.
Транспортные паровые турбины используются в качестве главных и вспомогательных двигателей на кораблях и судах. Неоднократно делались попытки применить паровые турбины на локомотивах, однако паротурбовозы распространения не получили. Для соединения быстроходных турбин с гребными винтами, требующими небольшой (от 100 до 500 об/мин) частоты вращения, применяют зубчатые редукторы. В отличие от стационарных турбин (кроме турбовоздуходувок), судовые работают с переменной частотой вращения, определяемой необходимой скоростью хода судна.
Схема работы конденсационной турбины: Свежий (острый) пар из котельного агрегата (1) по паропроводу (2) попадает на рабочие лопатки паровой турбины (3). При расширении кинетическая энергия пара превращается в механическую энергию вращения ротора турбины, который расположен на одном валу (4) с электрическим генератором (5). Отработанный (мятый) пар из турбины направляется в конденсатор (6), в котором, охладившись до состояния воды путём теплообмена с циркуляционной водой (7) пруда-охладителя, градирни или водохранилища по трубопроводу (8) направляется обратно в котельный агрегат при помощи насоса (9). Бо́льшая часть полученной энергии используется для генерации электрического тока.

### Теплофикационные паровые турбины

Схема работы паротурбинной установки с теплофикационной турбиной

Теплофикационные паровые турбины служат для одновременного получения электрической и тепловой энергии. Тепловые электростанции, на которых установлены теплофикационные паровые турбины, называются теплоэлектроцентралями (ТЭЦ). К теплофикационным паровым турбинам относятся турбины с:
- противодавлением;
- регулируемым отбором пара;
- отбором и противодавлением.

У турбин с противодавлением весь отработанный пар используется для технологических целей (варка, сушка, отопление). Электрическая мощность, развиваемая турбоагрегатом с такой паровой турбиной, зависит от потребности производства или отопительной системы в греющем паре и меняется вместе с ней. Поэтому турбоагрегат с противодавлением обычно работает
параллельно с конденсационной турбиной или электросетью, которые покрывают возникающий дефицит в электроэнергии.
В турбинах с регулируемым отбором часть пара отводится из одной или двух промежуточных ступеней, а остальной пар идёт в конденсатор. Давление отбираемого пара поддерживается в заданных пределах системой регулирования (в советских турбинах для поддержания заданного давления чаще всего используется регулирующая диафрагма за камерой отбора — ряд направляющих лопаток, разрезанных по перпендикулярной оси турбины плоскости; одна половина лопаток поворачивается относительно другой, изменяя площадь сопел). Место отбора (ступень турбины) выбирают в зависимости от нужных параметров пара.
У турбин с отбором и противодавлением часть пара отводится из одной или двух промежуточных ступеней, а весь отработавший пар направляется из выпускного патрубка в отопительную систему или к сетевым подогревателям.
Схема работы теплофикационной турбины: Свежий (острый) пар из котельного агрегата (1) по паропроводу (2) направляется на рабочие лопатки цилиндра высокого давления (ЦВД) паровой турбины (3). При расширении, кинетическая энергия пара преобразуется в механическую энергию вращения ротора турбины, который соединен с валом (4) электрического генератора (5). В процессе расширения пара из цилиндров среднего давления производятся теплофикационные отборы и из них пар направляется в подогреватели (6) сетевой воды (7). Отработанный пар из последней ступени попадает в конденсатор, где и происходит его конденсация, а затем по трубопроводу (8) направляется обратно в котельный агрегат при помощи насоса (9). Бо́льшая часть тепла, полученного в котле используется для подогрева сетевой воды.

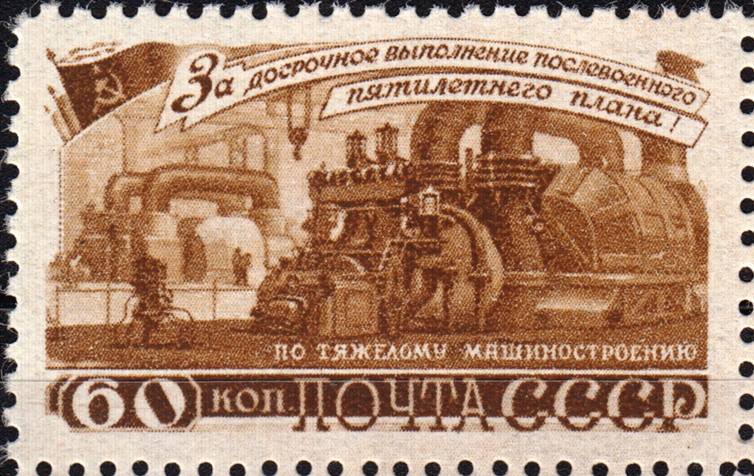
Почтовая марка СССР, 1948 год. Паровая турбина и лозунг: «За досрочное выполнение послевоенного пятилетнего плана по тяжелому машиностроению!».

### Паровые турбины специального назначения
Паровые турбины специального назначения обычно работают на отбросном тепле металлургических, машиностроительных, и химических предприятий. К ним относятся турбины мятого
(дросселированного) пара, турбины двух давлений и предвключённые (форшальт).
- Турбины мятого пара используют отработавший пар поршневых машин, паровых молотов и прессов, имеющих давление немного выше атмосферного. Турбины мятого пара применяются на тендерах-конденсаторах для привода вентиляторов.

- Турбины двух давлений работают как на свежем, так и на отработавшем паре паровых механизмов, подводимом в одну из промежуточных ступеней.

- Предвключённые турбины представляют собой агрегаты с высоким начальным давлением и высоким противодавлением; весь отработавший пар этих турбин направляют в другие с более низким начальным давлением пара. Необходимость в предвключённых турбинах возникает при модернизации электростанций, связанной установкой паровых котлов более высокого давления, на которое не рассчитаны ранее установленные на электростанции турбоагрегаты.

- Также к турбинам специального назначения относятся и приводные турбины различных агрегатов, требующих высокой мощности привода. Например питательные насосы мощных энергоблоков электростанций, нагнетатели и компрессоры газокомпрессорных станций и т. д.

Часто стационарные паровые турбины имеют регулируемые или нерегулируемые отборы пара из ступеней давления для регенеративного подогрева питательной воды.
Паровые турбины специального назначения не строят сериями, как конденсационные и теплофикационные, а в большинстве случаев изготовляют по отдельным заказам.

## Малые паровые турбины
В электроэнергетике под малыми генерирующими установками понимаются агрегаты мощностью менее 10 МВт. В настоящее время, в России, как и в других странах с рыночной экономикой, весьма остро стоит вопрос об электроснабжении предприятий и населенных пунктов в отдаленных территориях, где нет централизованного электроснабжения. Ибо прежние схемы с дизель-генерацией становятся крайне дорогими по мере роста цены на диз-толиво. Так же подчас остро стоит вопрос подключения к электроснабжению новых малых и средних предприятий, когда для них нет резервов электрических мощностей. В этом случае всегда определяется — что дешевле: строить новые сети до магистральных ЛЭП и подключаться к ним по тарифам местных энергетиков и далее получать энергию по их расценкам, или построить свою автономную малую электростанцию и быть полностью энергонезависимым. В этом случае малые паросиловые установки на дешёвом твердом топливе всегда могут давать электроэнергию дешевле, чем энергетики предлагают получать из сети.
Но на таком пути автономного энергоснабжения всегда стоит вопрос о стоимости малой паросиловой установки. При уменьшении габаритных размеров паро-силовой установки с турбиной её термодинамический КПД падает, а цена на 1 квт агрегатной мощности — растет. Так цена на паросиловые установки с паровыми турбинами на ORC цикле итальянского производителя « TURBODEN» составляет около 3 тыс. евро за 1 квт установленной мощности. И КПД такой дорогой установки по электричеству весьма невелик- всего 18 %.
Попытки делать стандартные малые паросиловые установки с турбинами на водяном паре всегда упирались в мизерный КПД таких установок. Например- в книге Ф.Бойко «Паровозы промышленного транспорта» указано- что в середине 50-х годов турбогенаратор паровоза мощностью 1 квт расходовал на 1 квт-час мощности 100 кг пара (КПД- 1 %%), а в книге П.Черняев «Судовые силовые установки и их эксплуатация» (учебник для вузов) — указано, что в середине 70-х годов главные паросиловые установки с турбинами достигли КПД в 35 %, а вот малые судовые паросиловые агрегаты мощностью 15 — 50 квт (для привода вспомогательных судовых механизмов) расходовали до 30 кг пара в час на 1 квт мощности, что в 5 раз хуже, чем главная машина. Трудность достижения малыми турбинами высоких значений КПД, которые характерны для больших турбин, заключается в изменении соотношения скоростей истекающего из сопел пара и окружных скорости движения лопаток турбин, по мере уменьшения диаметров роторов малых турбин. Именно поэтому малые паровые турбины крайне редко применяются в автономной, распределенной электрогенерации.

## Характеристика основных параметров номинальных значений
- Номинальная мощность турбины — наибольшая мощность, которую турбина должна длительно развивать на зажимах электрогенератора, при нормальных величинах основных параметров или при изменении их в пределах, оговоренных отраслевыми и государственными стандартами. Турбина с регулируемым отбором пара может развивать мощность выше номинальной, если это соответствует условиям прочности её деталей.
- Экономическая мощность турбины — мощность, при которой турбина работает с наибольшей экономичностью. В зависимости от параметров свежего пара и назначения турбины номинальная мощность может быть равна экономической или больше её на 10-25 %.
- Номинальная температура регенеративного подогрева питательной воды — температура питательной воды за последним по ходу воды подогревателем.
- Номинальная температура охлаждающей воды — температура охлаждающей воды при входе в конденсатор.

Паровая турбина ЗуГРЭС. СССР, 1930-е